# This Is Elvis
This Is Elvis é um documentário sobre Elvis Presley. Ele registra momentos da vida de Elvis, misturada com videoclipes, noticiários, cenas de alguns de seus filmes e trechos de suas aparições na TV norte-americana. É considerado o primeiro e definitivo documentário sobre a vida e carreira de Elvis, sendo elogiado por todos que assistem. É uma mescla de cenas de estúdio e de arquivo, além disso, apresenta entrevistas e depoimentos de pessoas que conviveram com o cantor.

## Elenco
- David Scott, como Elvis com 18 anos;
- Paul Boensh III, como Elvis com 10 anos
- Dana McKay, como Elvis com 35 anos
- Johnny Harra, como Elvis com 42 anos
- Lawrence Koller, como Vernon Presley (Pai de Elvis)
- Rhonda Lyn, como Priscilla Presley (esposa de Elvis)
- Debbie Edge, como Gladys Presley (Mãe de Elvis)